# Introgression
Introgression (von lat. introgredior, „hereinkommen, betreten“), auch bekannt als introgressive Hybridisierung, beschreibt die Bewegung eines Gens, Chromosoms, Chromosomsegments oder Genoms von einer Art oder Unterart auf eine andere.
Dies kann „zufällig“ durch eine historische, natürlich vorkommende Verpaarung eines Individuums einer Population mit Individuen einer anderen Population erfolgen. Das Prinzip wird als ein wichtiger Faktor bei der Evolution unter anderem von im Wasser lebenden Arten, wie z. B. bei Süßwasserfischen, diskutiert.
Der Mensch nutzt das Prinzip und das Ergebnis, um durch (natürliche) Hybridisierungen mit konventioneller Verdrängungszüchtung Hochleistungszüchtungen zu erhalten, die ein bestimmtes Merkmal tragen. Erreicht wird Introgression meist durch diverse Rückkreuzungsverfahren, um damit unerwünschte Nebeneffekte auszumerzen. Die der Art zugeführten Gene stammen meist von verwandten Wildarten oder von Arten aus nahe verwandten Gattungen.
Durch moderne „embryo-rescue“- und somatische Hybridisierungsverfahren hat die Introgression von Fremdgenen in Kulturpflanzen neuen Auftrieb erlangt. Große praktische Bedeutung hat die Introgression seit langem in der Getreidezüchtung erlangt, insbesondere bei Weizen.
Auch in der Stammesgeschichte des Menschen hat es Introgressionen gegeben: So ist inzwischen anhand von Genanalysen deutlich geworden, dass es zwischen der Art des heutigen Menschen (Homo sapiens) und der des Neandertalers (Homo neanderthaliensis) mehrfach zu einer Introgression gekommen ist, vgl. dazu Genfluss archaischer Menschen zu Homo sapiens.